# Avraham Jehuda Goldrat
Avraham Jehuda Goldrat (hebrejsky אברהם יהודה גולדראט‎, 1912 Kielce – 17. června 1973) byl rabín, izraelský politik a poslanec Knesetu za stranu Sjednocená náboženská fronta.

## Biografie
Narodil se ve městě Kielce v tehdejší Ruské říši (dnes Polsko). Absolvoval rabínská studia a získal osvědčení pro výkon profese rabína. V roce 1933 přesídlil do dnešního Izraele.

## Politická dráha
V mládí byl aktivní v hnutí Agudat Jisra'el v Polsku. Pracoval jako novinář pro list Der Vad ve Varšavě. Byl tajemníkem organizace Po'alej Agudat Jisra'el. V roce 1954 opustil stranu Po'alej Agudat Jisra'el a přešel do strany Mafdal, kde působil jako člen předsednictva a předseda oddělení pro kulturu a informace.
V izraelském parlamentu zasedl po volbách v roce 1949, kdy kandidoval za Sjednocenou náboženskou frontu. Byl členem parlamentního výboru pro procedurální pravidla, výboru pro zahraniční záležitosti a obranu, výboru pro záležitosti vnitra a výboru práce.